# Georges Mouyeme
Georges Mouyeme-Elong (ur. 15 kwietnia 1971 w Douali) – piłkarz, grał na pozycji napastnika.

## Życiorys
W sezonie 1993/1994 był zawodnikiem Troyes AC, później trafił do Angers SCO i występował w Ligue 2 przez trzy sezony. Następnie odszedł do niemieckiej niższej ligi, by reprezentować FC Homburg (lata 1997-1999). W latach 1999–2001 był piłkarzem Eintrachtu Trewir. W sezonie 2002/2003 grał w AO Chania. W sezonie 2003/2004 przeniósł się do Paris FC i strzelając dwie bramki w jedenastu meczach sezonu pożegnalnego, zakończył karierę.
Ma za sobą udział w Mistrzostwach Świata 1994. Rozegrał jeden mecz, który zakończył się remisem 2:2 ze Szwecją, a Mouyeme wszedł na ostatnie 9 minut meczu za strzelca bramki – Davida Embé. Grał w Pucharze Narodów Afryki w 1996 roku.
- Bratem przyrodnim Georges'a Mouyeme jest inny były reprezentant Kamerunu, Benjamin Massing.